# Montasèls
Montasèls (en occità; en francès es diu Montazels) és una vila de la regió d'Occitània, departament de l'Aude, districte de Limós, cantó de Coisan, situada a la riba esquerra de l'Aude, a 235 metres d'altura sobre el nivell del mar, que té uns 500 habitants. El terme té més de 400 hectàrees. L'església està dedicada a Santa Cecília. El domini de Cairac és la principal explotació vinícola del terme. L'antiga fàbrica creada al segle xix i que va arribar al màxim al començament del segle xx, roman encara activa. Al centre de la vila la font monumental de Griffoul i un castell.
El poble s'esmenta abans del segle xviii com Montazellis, Mortazellis, i algun altra variant. El 1781 pren la forma francesa Montazels.